# (22350) 1992 US
1992 يو أس (ويعرف أيضًا باسم (22350) 1992 يو أس وفق تسمية الكوكب الصغير) (بالإنجليزية: 1992 US)‏ هو كويكب ضمن حزام الكويكبات؛ وترتيبه 22350 من حيث الاكتشاف.
اكتُشف هذا الجُرم الفلكي بواسطة Atsushi Sugie ‏ في 21 أكتوبر 1992.

## وصلات خارجية
- (22350) 1992 US في قاعدة بيانات مختبر الدفع النفاث لأجرام النظام الشمسي الصغيرة

- الاكتشاف · مخطط المدار ·  العناصر المدارية · المعلمات المادية

- (22350) 1992 US على موقع ويكي سكاي: DSS2, SDSS, GALEX, IRAS, Hydrogen α, X-Ray, Astrophoto, Sky Map, Articles and images